# Onthophagus deccanensis
Onthophagus deccanensis là một loài bọ cánh cứng trong họ Bọ hung (Scarabaeidae).